# Erza Muqoli
Erza Muqoli, née le 21 septembre 2005 à Sarreguemines (Moselle), est une chanteuse française, connue pour avoir participé (en 2014-2015) à la neuvième saison de La France a un incroyable talent et pour avoir fait partie (de 2015 à 2018) du groupe Kids United.
Ses parents sont originaires du Kosovo, un pays situé à l’est de l’Europe, dans les Balkans. Ils y ont vécu jusque dans les années 1990, quand la guerre a éclaté en ex-Yougoslavie. la situation était devenue trop dangereuse. Son père est parti, puis sa mère l’a rejoint quatre ans plus tard, en 1995, et ils se sont installés dans le nord-est de la France, à Sarreguemines, à quatre-vingts kilomètres de Metz.
Le 25 octobre 2019, elle sort son premier album, intitulé simplement Erza Muqoli, en collaboration avec Vianney.

## Biographie
Erza Muqoli est née à Sarreguemines, en Moselle. Ses parents sont des Albanais, originaires du Kosovo, ils ont quitté la Yougoslavie pour la France dans la première moitié des années 1990,. Elle a un grand frère Korab et deux grandes sœurs Flaka et Sara. Elle affirme lors d’une interview accordée à RTBF qu’elle est « fière d’être albanaise » et que ce n’était pas possible pour elle de faire un album sans y mettre une touche d’albanais dans celui-ci.
À l'âge de 7 ans, elle commence à prendre des cours de piano à l'école de musique de Sarralbe,, et son professeur de musique, Pascal Wéber, poste régulièrement des vidéos d'elle en train de chanter sur Internet,.
En 2014-2015, Erza Muqoli participe à la neuvième saison de l'émission de télévision française La France a un incroyable talent. Pour sa première audition, elle reprend Papaoutai de Stromae en s'accompagnant au piano. Gilbert Rozon buzze et dit non, mais les autres juges disent oui. Après s'être illustrée en demi-finale où elle chante Éblouie par la nuit de Zaz, provoquant une standing ovation du public, Erza se hisse jusqu'en finale où elle chante La Vie en rose d'Édith Piaf. Elle finit à la 3e place.

### Kids United
En 2015, elle poursuit sa carrière musicale en tant que membre des Kids United, un groupe de musique d'enfants formé dans le cadre d'une campagne de l'Unicef France pour reprendre « les plus belles chansons célébrant la paix et l'espoir »,,. Elle a 10 ans au moment où le groupe débute avec le premier single On écrit sur les murs qui fait un véritable carton..
En 2016, elle prête sa voix au personnage de Lucie pour le doublage français du film d'animation 3D québécois La Bataille géante de boules de neige.
En mai 2018, après presque trois ans de succès, la première formation du groupe Kids United se sépare et laisse place à la nouvelle génération (Kids United Nouvelle Génération ou K.U.N.G).

### Carrière solo
Le 24 mai 2019, Erza Muqoli sort son premier single solo, intitulé Je chanterai. Cette chanson, écrite et composée par Vianney, atteint la 36e place en Belgique francophone (y compris la 28e place dans le classement airplay) et la 123e place dans le classement des singles les plus téléchargés en France.
Le 6 septembre 2019, elle dévoile une ballade acoustique intitulée Dommage, également écrite et composée par Vianney,. Dans la semaine du 18 octobre, cette chanson entre dans le classement des singles les plus téléchargés en France à la 96e place.
Son premier album solo, intitulé simplement Erza Muqoli, sort le 25 octobre 2019,, et entre dans le Top Albums français (du 1er novembre 2019) en 31e position et dans le classement belge francophone en 37e position. L'intégralité de l'album est écrite, composée et réalisée par Vianney, hormis Vous étiez là, que la jeune chanteuse a composé.

« J’ai rencontré Vianney avec les Kids United lors des émissions qu’on a faites ensemble. À chaque fois qu’on le voyait, comme je suis fan, j’allais le voir et je prenais toujours des photos avec lui. On discutait beaucoup ensemble et même à la fin des Kids, il continuait de me donner des nouvelles car il avait sympathisé avec mon père. Il a voulu m’écrire une chanson et comme il avait aimé le résultat, il s'est proposé de produire mon album. Évidemment, j’ai tout de suite accepté car je n’aurais jamais pensé qu’il voudrait travailler avec moi. »

— Interview : Rencontre avec Erza Muqoli sur Just Music
Mais avant l'album, il y a un concert filmé (le 28 août au Cirque d'hiver Bouglione à Paris) , Erza Muqoli : Le concert privé au cinéma, qui sort au cinéma du 19 octobre au 25 octobre. Dans ce film, Erza dévoile les chansons de son album en avant-première,. Elle est alors présente à trois séances de cinéma, où elle a rencontré ses fans lors de séances de dédicaces : le 19 octobre à Paris, le 23 octobre à Lyon et le 25 octobre à Freyming Merlebach.
Le 7 décembre 2019, elle est l'invitée de Patrick Bruel à l'Accor Arena pour interpréter deux titres, Louise et Mistral Gagnant.
Le 20 décembre, Erza atteint les 100k abonnés sur sa chaîne YouTube "Erza Muqoli" et reçoit alors un trophée YouTube.
Le 13 octobre 2021, elle reprend le titre Blue de Cats on Trees pour l’album des 25 ans de son label Tôt ou tard, auquel participent tous les artistes du label comme Vianney, Chiloo ou Noé Preszow. Erza chante également d’autres chansons sur l’album avec tous les artistes du label dont Demain, Demain et Small Song. Dans ce projet, chaque artiste répond à une série de questions en interview. Erza révéla dans son interview qu’elle est en train de travailler sur son 2ème album solo.
Le 17 mars 2022, elle rejoint Cats on Trees au Trianon pour interpréter la reprise Blue de l’album des 25 ans de Tôt où Tard.

### LAAMP
En Septembre 2024, elle intègre le programme de "LAAMP" (Los Angeles Academy for Artists and Music Production) à Santa Monica. Ce programme, d'une durée d'un an, permet aux étudiants de créer une musique chaque semaine par groupe de trois (un interprète, un auteur-compositeur et un réalisateur artistique) tout en étant supervisés par des "mentors", donnant conseils et avis. Ces moments de création sont entrecoupés par différents ateliers, toujours en lien avec le monde de la musique. Elle a quitté  le programme en cours d’année , les raisons sont encore inconnues 

### Héritage albanais
Étant originaire du Kosovo, Erza est régulièrement invitée sur des plateaux télévisés kosovars ou albanais comme Soirée, Kohavision ou Oxygen. Le 30 juillet 2019, Erza fait son premier concert en tant qu’artiste solo dans la capitale kosovare Prishtina. Le 5 mars 2020, elle est interviewée par Kohavision et tient un concert dans lequel elle reprend notamment la chanson Xhamadani Vija Vija en s’accompagnant au piano.
Le 20 novembre 2018, elle est invitée à chanter devant le pape au Vatican avec d’autres artistes albanais tels que Dua Lipa ou encore Inva Mula, pour célébrer un héros albanais Gjergj Kastriot Skënderbeg.
Le samedi 6 novembre 2021, elle est invitée à chanter à Vienne pour aider les enfants albanais et le dimanche 28 novembre 2021 à Paris pour la même cause aux côtés d’Inva Mula et Genc Tukiçi.
Durant l’été 2022, Erza chante aux côtés de Rame Lahaj, un grand ténor albanais, et d’autres chanteurs internationaux dont Pretty Yende, pour le Rame Lahaj Opéra Festival. Ce concert est un événement national, puisque la présidente du Kosovo Vjosa Osmani y est présente et il est retransmis en direct à la télévision kosovare.
De plus, le samedi 24 septembre 2022, quelques jours après avoir fêté ses 17 ans, Erza Muqoli ouvre le show de Easy Shqip à Cologne (un show rassemblant tous les plus grands artistes albanais) avec la chanson Xhamadani Vija Vija.

### La Green Team
En juin 2020, elle intègre La Green Team, un groupe de jeunes artistes comptant Kids United Nouvelle Génération, Carla Lazzari, Lou Jean, Sundy Jules, Samuel, Raffi Arto et Yun. Le 24 juin sort le clip Les Enfants du monde où elle chante avec La Green Team.
Le 7 août 2020 sort l'album de La Green Team dans lequel Erza interprète la chanson Les Enfants du monde.

### Meurtres à Porquerolles
En octobre 2021, elle fait partie du casting des acteurs de Meurtres à Porquerolles de la collection Meurtres à... Elle y joue le rôle d’Alice. Le téléfilm est diffusé sur la RTBF (Belgique) le dimanche 20 mars 2022, sur RTS Un le 29 avril 2022 (Suisse) et sur France 3 (France) le samedi 7 mai 2022.

## Discographie

### Albums
| Album | Meilleure position | Meilleure position | Meilleure position | Meilleure position | Meilleure position | Meilleure position |
| Album | France             | France Phys.       | France Téléch.     | Belgique Wallonie  | Suisse             | Suisse rom.        |
| --- | ------------------ | ------------------ | ------------------ | ------------------ | ------------------ | ------------------ |
| Erza Muqoli - Sortie : 25 octobre 2019 - Label : VF Musiques (Tôt ou tard) - Format : CD, vinyle, téléchargement, streaming | 31                 | 13                 | 15                 | 37                 | 95                 | 19                 |

### Singles
| No | Titre        | Année | Meilleure position | Meilleure position | Meilleure position        | Album       |
| No | Titre        | Année | France Téléchargés | Belgique Wallonie  | Belgique Wallonie Airplay | Album       |
| -- | ------------ | ----- | ------------------ | ------------------ | ------------------------- | ----------- |
| 1  | Je chanterai | 2019  | 123                | 36                 | 28                        | Erza Muqoli |

### Autres chansons classées
| Titre   | Année | Meilleure position | Meilleure position | Album       |
| Titre   | Année | France Téléchargés | Belgique Wallonie  | Album       |
| ------- | ----- | ------------------ | ------------------ | ----------- |
| Dommage | 2019  | 96                 | Tip                | Erza Muqoli |

## Filmographie

### Téléfilm
- 2022 : Alice dans Meurtres à Porquerolles

### Doublage francophone
- 2016 : Lucie dans La Bataille géante de boules de neige[17]

### Concerts filmés
- 2019 : Erza Muqoli : le concert privé au cinéma[5],[31]